# Elena Poniatowska
Elena Poniatowska Amor (Paris 19 de maio de 1932) é uma escritora, activista e jornalista mexicana cuja obra literária tem sido distinguida com numerosos prémios, entre eles o Prémio Cervantes 2013.

## Biografia

### Origens
Elena Poniatowska, filha de mãe mexicana María das Dores (Paula) Amor Escandón e do aristocrata Jean Joseph Evremond Sperry Poniatowski, nasceu em França com o nome Hélène Elizabeth Louise Amélie Paula Dores Poniatowska Amor.
A mãe de Poniatowska nasceu em 1913 em Paris. Pertencia à família de Porfirio Díaz exilada em França depois da Revolução Mexicana,  A mãe de Jean Joseph Evremond Sperry Poniatowski era norte-americana e seu pai era de origem franco-polaco.
Ele, por sua vez, era descendente do general Poniatowski, que fez parte da Grande Armée que acompanhou a Napoleão até Moscovo e também era sobrinho do último rei de Polónia (nação na qual a monarquia não era hereditária, mas sim selectiva),  Estanislau II da Polónia  e de Maria das Dores (Paula) Amor de Yturbe, cuja avó materna era russa.
É sobrinha da poetisa mexicana Pita Amor (1918-2000); a sua família conta entre os seus antepassados ilustres, um arcebispo, um músico e a alguns escritores.
Poniatowska recebeu como herança, o título de princesa de Polónia, ainda que afirme que isso não lhe interessa. Devido às suas ideias, também é conhecida pelo pseudónimo de "A Princesa Vermelha".

### Infância e estudos
A família de Elena Poniatowska emigrou da França para o México em consequência da Segunda Guerra Mundial.  Elena aos dez anos de idade, chegou com sua mãe e sua irmã Sofía (Kitzya) à Cidade do México. Entretanto, seu pai continuava a tudo fazer para se poder reunir com elas assim que acabasse a contenda
No México, cerca de 1943, ambas meninas aprenderam a pronunciar correctamente o castelhano com a sua ama Magdalena Castillo. Estudou um ano no Liceo de México, e manteve o seu nível da língua francesa pelas aulas dadas pela professora da universidade Betie Sauve. Estudou também, juntamente com sua irmã, piano e dança. Jan, o pequeno irmão de Elena e Sofía, nasceu em 1947.
Em 1949, foi enviada para os Estados Unidos para estudar. Primeiro internada num colégio católico de Filadelfia, o Convento do Sagrado Coração de Eden Hall (Torresdale, Pensilvânia), e depois no Manhattanville College de Nova Iorque.

### Primeiros trabalhos
Embora estivesse destinada a casar-se com um príncipe europeu, Elena decidiu dedicar-se ao o jornalismo . Depois de voltar para o México, começou sua carreira de jornalista em 1953:  trabalhou pela primeira vez no jornal   Excelsior , assinando as seus crónicas como Hélène. Na sua primeira entrevista,  visitou a cantora Amália Rodrigues, esposa de Alfonso Reyes Manuela Reyes, o pintor María Izquierdo, Juan Rulfo escritor, a atriz Dolores del Río e Gertrude Duby. Durante um ano, publicou uma entrevista diariamente. Naquela época, já se começava a interessar-se por questões sociais e pelo papel das mulheres mexicanas 
Em 1955, iniciou sua colaboração no jornal "Novedades de México", colaboração essa que continuaria praticamente ao longo de toda a sua vida . Actualmente escreve para o jornal "La Jornada". As suas entrevistas com autores mexicanos e estrangeiros alcançaram grande sucesso, e mais tarde algumas delas foram reunidas em 'Palavras cruzadas' ' (1961) e ' 'Todos México' '(1990). Poniatowska escreveu inúmeras publicações, tanto nacionais como internacionais. 
Em 1955, nasceu em Roma o seu primeiro filho, Emmanuel. Em 1957 Elena recebeu uma bolsa de estudos do Centro Mexicano de jovens artistas e escritores e em 1959 entrevista  o astrofísico mexicano Guillermo Haro, com quem se viria a casar em 1968.
Um emprego que viria a marcar sua carreira literária foi a trabalho que começou em 1962 como assistente do antropólogo Oscar Lewis, um dos fundadores do romance não-ficção. Essa experiência inspirou-a na criação dum dos seus mais famosos projectos literários:  Hasta não verte Jesus mio  

O primeiro livro de ficção publicado naquele mesmo ano, foi  Lilus Kikus , uma colecção de contos, seguido em 1963 por Tudo começou no domingo.  Em 1965, viajou para a Polónia com o seu filho Emmanuel, e de lá enviou uma série de crónicas intituladas Novedades que "questionavam o sentido da moral estabelecida, a justiça e, em geral, o absurdo da vida ". 

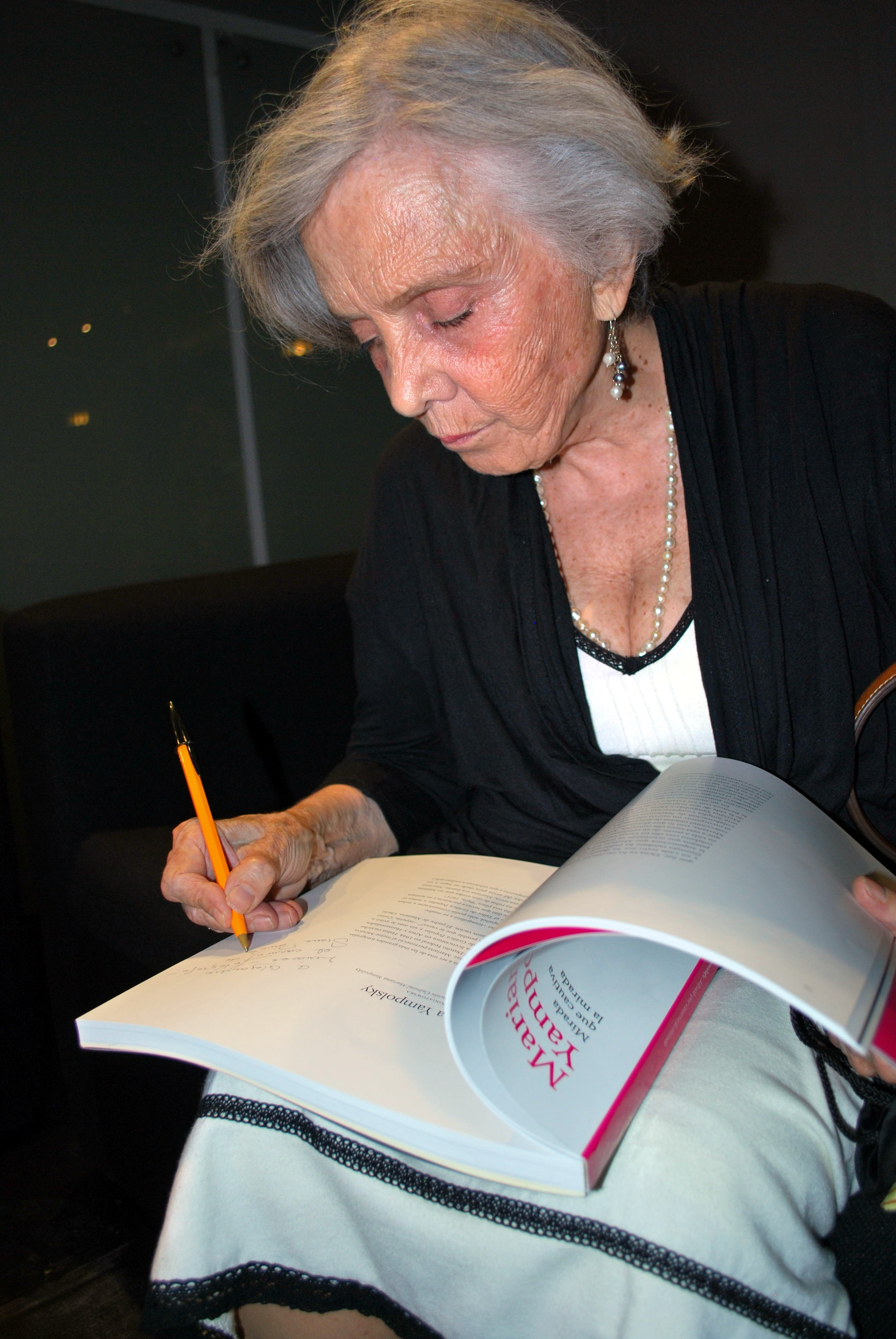
assinatura do livro Mariana Yampolsky Museu de Arte Popular em 2012.

Em 1964, ouve uma mulher gritar a partir do telhado de um edifício na Cidade do México. Tratava-se da lavadeira Josefina Borquez, que a levou a descobrir o submundo da capital. Elena começou a reunir-se com ela todas as quarta-feiras para a entrevistar. A partir das notas tomadas durante essas reuniões escreveu  Hasta não verte Jesus mio , publicado em 1969.

### Reconhecimento internacional
O reconhecimento internacional veio com seus livros de modo narrativo testemunhal.  Hasta não verte Jesus mio  (1969), baseado numa longa entrevista com a lavadeira Josefina Borquez  (1900-1988) (romance), e especialmente com   La noche de Tlatelolco  (1971), sobre a massacre, principalmente estudantes que aconteceu no dia 2 de Outubro de 1968 na  Praça das Três Culturas.
Foi no ano daquela tragédia nacional que Poniatowska se casou com o astrofísico mexicano Guillermo Haro (1913-1988), com quem teve dois filhos:  Felipe  e Paula respectivamente em 1968 e 1970. Poucos meses depois o seu irmão morreu num acidente de automóvel (nascido em 1947, no México). O pai da escritora,  morreu logo depois motivado pelo desgosto  e em 1988 morre o seu marido Guillermo Haro.
Em 19 de Setembro de 1985, um terremoto devasta a capital mexicana. Elena Poniatowska escreve artigos sobre estes dias, o que em 1988 formaram uma crónica colectiva  sob o título de "Nada, nadie, las voces del temblor".
Além de suas obras, Poniatowska tem realizado diversas actividades como visitar várias universidades dos Estados Unidos e da Europa, colaborando com diversas publicações, escrevendo prefácios, participando do lançamentos de livros, fazendo curtos filmes, fazer parte do conselho editorial da revista feminista "Fem" , além de co-fundadora do Editorial Siglo XXI e da Cinemateca Nacional.
Apesar de suas origens aristocráticas, Poniatowska foi politicamente da esquerda política  e um defensora dos direitos humanos, o que tem influenciado a sua opinião sobre os mais importantes sectores intelectuais do México. Como diz o editorial Alfaguara é uma "jornalista e escritora comprometida", que "muitas vezes colocou sua pena ao serviço das causa mais justas".
Nas eleições gerais do México em 2006, apoiou Andrés Manuel López Obrador, candidato da Coligação para o Bem de Todos, que tinha sido presidente da Partido da Revolução Democrática (PRD). Perante as críticas de alguns sectores, 24 autores estrangeiros de renome, entre os quais se pode destacar José Saramago (Prémio Nobel de Literatura 1998), assinaram uma carta de apoio. Nesse mesmo ano em Julho, participou juntamente com outros intelectuais, na assinatura de uma petição condenando os ataques israelitas ao Líbano. O embaixador de  Israel no México acusou os signatários de apoiarem o terrorismo.
Em 2007, o governo da Cidade do México, através do Ministério da Cultura, criou o Prémio Ibero-americano de novela "Elena Poniatowska", dotado de 500 mil pesos. O vencedor da primeira edição do evento foi o novelista e filósofo mexicano Álvaro Uribe, pelo seu romance "Expediente del atentado".
Em 2011, foi criada a Fundação Elena Poniatowska com o objectivo de organizar, divulgar e preservar o arquivo histórico da escritora e da sua família e apoiar grupos sociais que a escritora retratou em sua obra e promover o debate público sobre a cultura mexicana.
Em 2013 foi premiada com o Prémio Cervantes. Foi a primeira escritora mexicana a ganhar o prémio e a quarta mulher nos 38 anos de existência desse prémio. Além disso, foi o quinto Prémio Cervantes recebido por um autor ou autora do México.

## Prémios e distinções
- Prémio Mazatlán de Literatura (1971) com Hasta no verte Jesús mío
- Prémio Nacional de Periodismo (1978) pelas entrevistas
- Doutor Honoris Causa (1979) pela Universidade Autónoma de Sinaloa
- Doutor Honoris Causa (1980) pela Universidade Autónoma do Estado do México